# Тарасівка (Врадіївська селищна громада)
Тара́сівка — село в Україні, у Врадіївській селищній громаді Первомайського району Миколаївської області. Населення становить 137 осіб.

## Населення
Згідно з переписом УРСР 1989 року чисельність наявного населення села становила 143 особи, з яких 62 чоловіки та 81 жінка.
За переписом населення України 2001 року в селі мешкали 133 особи.

### Мова
Розподіл населення за рідною мовою за даними перепису 2001 року:
| Мова       | Відсоток |
| ---------- | -------- |
| українська | 95,62 %  |
| російська  | 2,92 %   |
| молдовська | 1,46 %   |